# Polycyrtus elviae
Polycyrtus elviae är en stekelart som beskrevs av Zuniga 2004. Polycyrtus elviae ingår i släktet Polycyrtus och familjen brokparasitsteklar. Inga underarter finns listade i Catalogue of Life.